# Arnau de Peralta
Arnau de Peralta fou un religiós catòlic aragonés que va exercir com a bisbe de València des de 1243 fins a 1248 i com a bisbe de Saragossa des de 1248 fins a la seua mort l'any 1271. També fou conseller del rei Jaume I i diplomàtic.
Del llinatge dels Peralta de la Ribagorça, era originari d'aquesta zona i es creu que nasqué a Peralta de la Sal, a la comarca aragonesa de la Llitera. Durant alguns anys va ser ardiaca de la catedral de Lleida. En restar vacant la diòcesi de València per l'assassinat del bisbe Ferrer de Santmartí a mans d'uns musulmans al coll de Balaguer, els canonges de la catedral, d'acord amb els privilegis pels quals podien elegir el bisbe, designaren uns compromissaris per tal que feren l'elecció. Amb aquest sistema, fou elegit l'1 de juny de 1242 Arnau de Peralta com a bisbe de València, elecció que fou confirmada per una butla del papa Innocenci IV datada a Lió el 26 de juny del mateix any. El començament del seu pontificat va coincidir amb la fi de la conquesta del sud del regne de València per part de les tropes del rei Jaume I.
La poca quantitat de clergues existents al recentment creat regne de València va fer que Arnau de Peralta concedira privilegis als ordes religiosos, donant-los la facultat per a rebre llegats i soterrar en els seus cementeris a qui desitjaren. Per tal de vigoritzar la disciplina eclesiàstica i consolidar les estructures diocesanes, celebrà un sínode diocesà al començament del seu pontificat. També va assistir al concili Tarraconense celebrat l'1 de maig de 1246.
Durant els anys en els quals Arnau de Peralta fou bisbe, començaren a construir-se moltes esglésies a València; algunes d'elles en els solars d'antigues mesquites. Creà dotze pabordies i l'ardiaconat de Xàtiva. Veient i vivint les dificultats que presentava la convivència amb els musulmans que restaven al regne de València, va sol·licitar i obtingué de la Santa Seu el trasllat a la diòcesi de Saragossa, vacant per la defunció de Rodrigo de Ahonés, segons lletres apostòliques que li foren entregades el 24 d'octubre de 1248 i que duien data del 25 d'agost del mateix any.